# Aesculus
Pour les articles homonymes, voir Marronnier (homonymie).
Genre

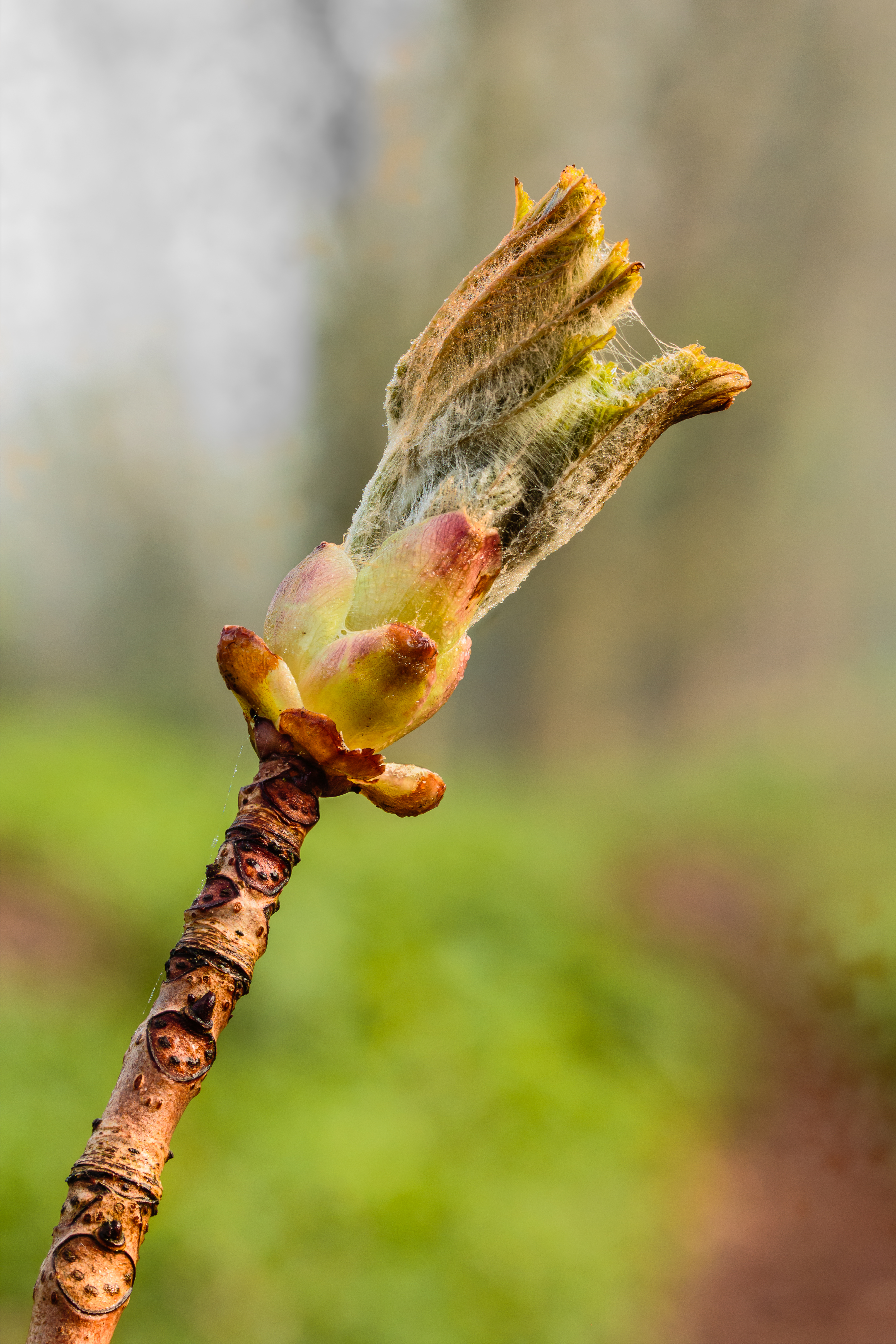
Arrivée d'une feuille d'aesculus. Avril 2021.

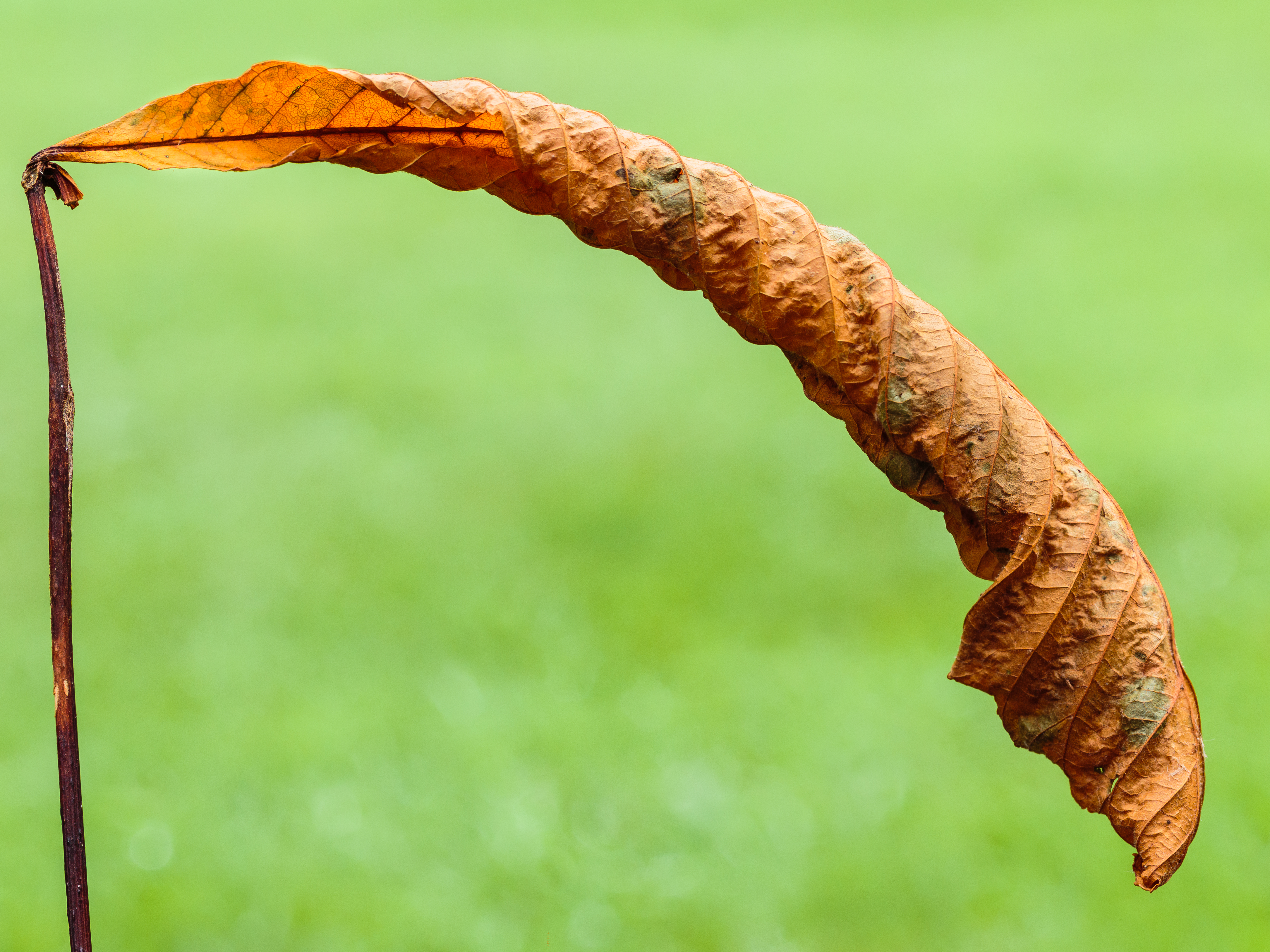
Une feuille fanée d'un Aesculus.

Aesculus est un genre d'arbres de la famille des Sapindaceae comprenant une trentaine d'espèces originaires de l'hémisphère nord (Eurasie et Amérique du Nord). Ce genre comprend les différentes espèces de marronniers et de paviers, souvent cultivés comme arbres d'ornement.

## Étymologie
Le terme aesculus désignait chez les Latins un genre de chêne.

## Distribution
Les espèces de ce genre sont originaires de l'hémisphère nord, principalement d'Asie (sous-continent indien, Extrême-Orient), Europe du Sud-Est (Balkans), ainsi que d'Amérique du Nord (spécialement pour les espèces connues sous le nom de « pavier »).

## Classification
Ce genre est classé dans l'ordre des Sapindales. Il faisait partie de la famille des Hippocastanaceae dans la classification de Cronquist, mais la classification APG III a intégré cette dernière à celle des Sapindaceae.
Une dizaine d'espèces, originaires d'Amérique du Nord, ont été classées par certains auteurs dans un genre distinct, Pavia Mill., avant d'être regroupées dans le genre Aesculus[réf. nécessaire].

Quelques espèces du genre
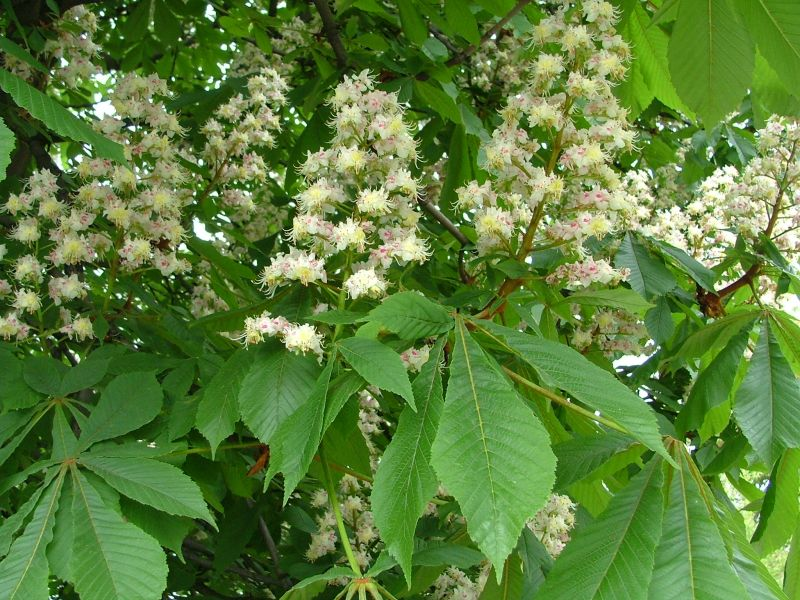
Aesculus hippocastanum
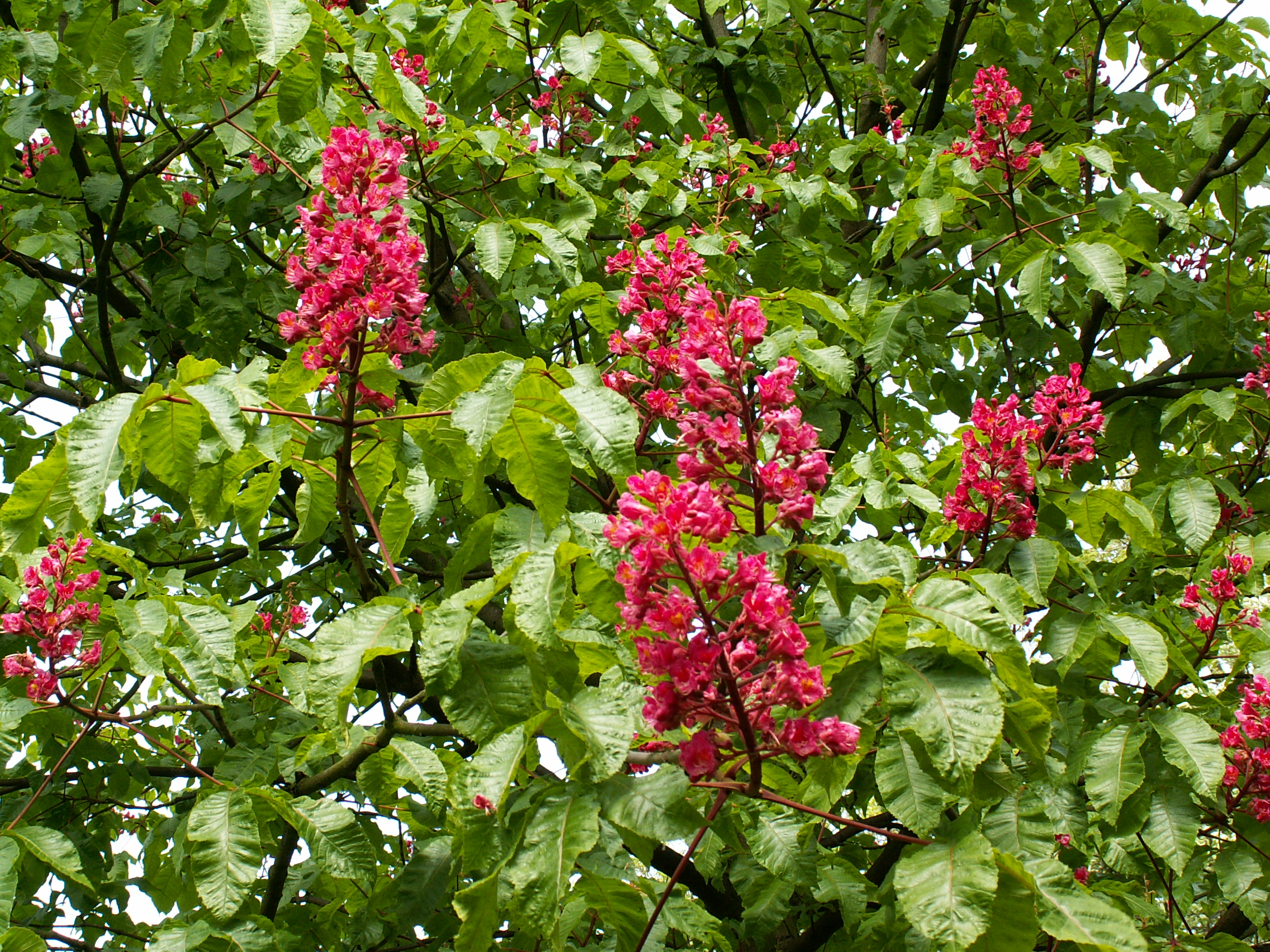
Aesculus ×carnea
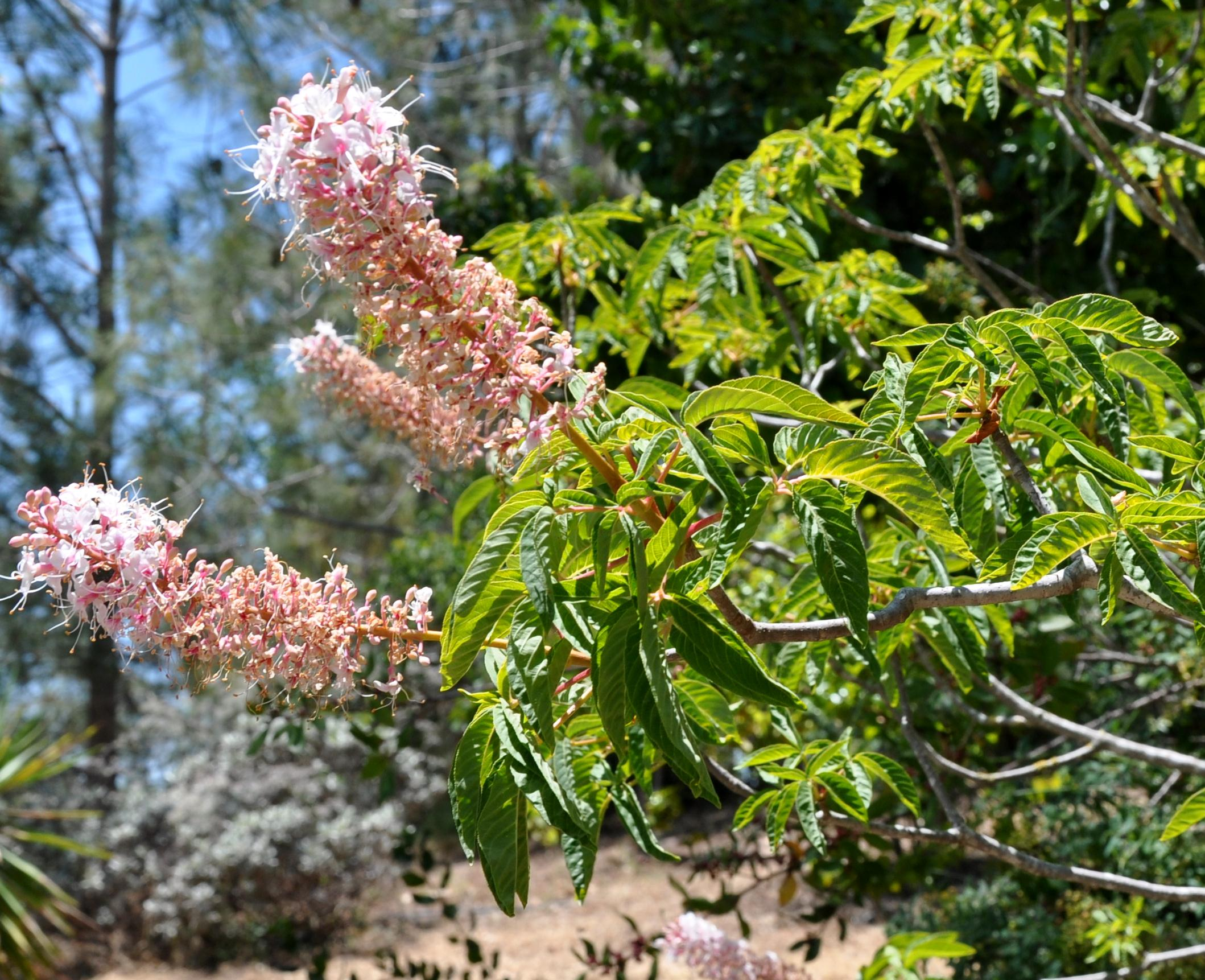
Aesculus californica
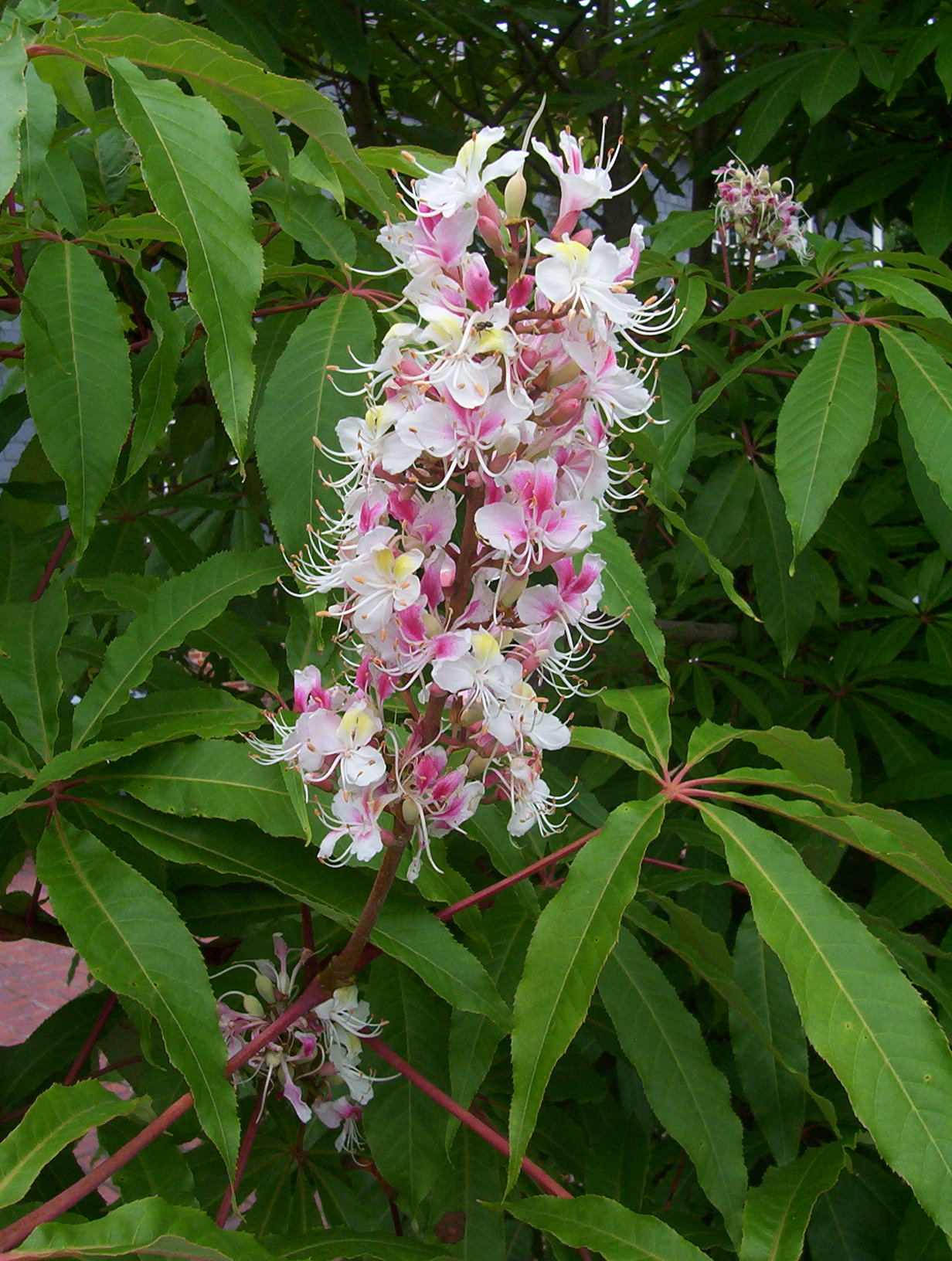
Aesculus indica
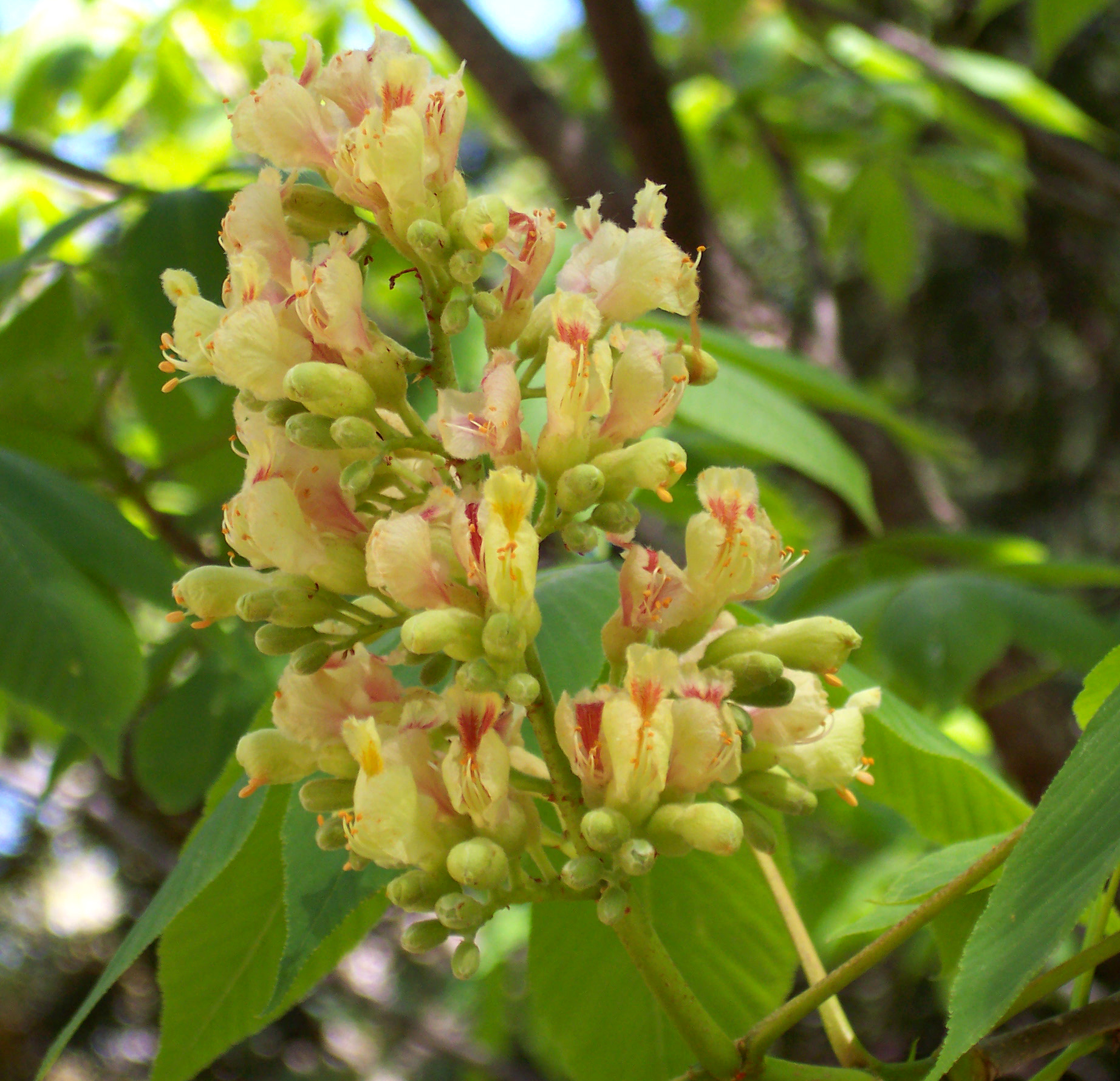
Aesculus flava
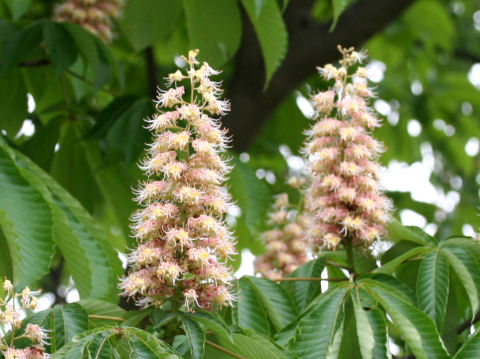
Aesculus turbinata

### Liste d'espèces
Selon GRIN (19 avril 2017) :
- Aesculus assamica Griff.
- Aesculus californica (Spach) Nutt.
- Aesculus × carnea Hayne
- Aesculus chinensis Bunge
- Aesculus flava Sol.
- Aesculus glabra Willd.
- Aesculus hippocastanum L.
- Aesculus hybr.
- Aesculus × hybrida DC.
- Aesculus indica (Wall. ex Cambess.) Hook.
- Aesculus × neglecta Lindl.
- Aesculus parviflora Walter
- Aesculus pavia L.
- Aesculus sylvatica W. Bartram
- Aesculus turbinata Blume

Selon The Plant List (19 avril 2017) :
- Aesculus assamica Griff.
- Aesculus bushii C.K.Schneid.
- Aesculus californica (Spach) Nutt.
- Aesculus chinensis Bunge
- Aesculus chuniana Hu & W.P.Fang
- Aesculus flava Sol.
- Aesculus glabra Willd.
- Aesculus hippocastanum L.
- Aesculus hybrida DC.
- Aesculus indica (Wall. ex Cambess.) Hook.
- Aesculus lantsangensis Hu & W.P.Fang
- Aesculus marylandica Booth ex Dippel
- Aesculus megaphylla Hu & W.P.Fang
- Aesculus mutabilis (Spach) Scheele
- Aesculus neglecta Lindl.
- Aesculus parryi A.Gray
- Aesculus parviflora Walter
- Aesculus pavia L.
- Aesculus polyneura Hu & W.P.Fang
- Aesculus sylvatica W.Bartram
- Aesculus tsiangii Hu & W.P.Fang
- Aesculus turbinata Blume
- Aesculus wangii Hu

### Principales espèces
Le genre est subdivisé en cinq sections botaniques : la section hippocastanum, la section calothyrsus, la section pavia, la section macrothyrsus et la section parryanae. Auxquelles il faut ajouter des hybrides et une chimère.

#### Section hippocastanum
La section hippocastanum regroupe les marronniers qui ont des bourgeons visqueux, des folioles sessiles et dont les fruits sont hérissés de pointes ou sont turbinés
- Aesculus hippocastanum L., le marronnier commun ou marronnier d'Inde
- Aesculus × carnea Hayne, le marronnier à fleurs rouges
- Aesculus turbinata Blume, le marronnier du Japon

#### Section calothyrsus
La section calothyrsus regroupe les marronniers qui ont des bourgeons visqueux, les folioles pétiolées, les fruits non épineux et piriformes
- Aesculus assamica Griff.
- Aesculus californica (Spach) Nutt., le pavier de Californie
- Aesculus chinensis Bunge
- Aesculus indica (Wall. ex Cambess.) Hook., le marronnier de l'Himalaya
- Aesculus wilsonii ou marronnier de Wilson

#### Section pavia
La section pavia regroupe les marronniers anciennement classés parmi les paviers (stricto sensu). Les bourgeons sont non visqueux, les folioles sont pétiolées, les fruits sont lisses.
- Aesculus discolor
- Aesculus flava Sol., le pavier jaune ou marronnier à fleurs jaunes
- Aesculus × hybrida DC., le marronnier hybride
- Aesculus glabra Willd., le pavier de l'Ohio
- Aesculus × neglecta Lindl.
- Aesculus pavia L., le pavier rouge ou marronnier de Virginie
- Aesculus splendens
- Aesculus sylvatica W. Bartram

#### Section macrothyrsus
La section macrothyrsus  ne comporte qu'une espèce aux bourgeons non visqueux, aux folioles subsessiles et aux fruits lisses
- Aesculus parviflora Walter

#### Section parryanae
La section parryanae ne comporte qu'une espèce aux bourgeons non visqueux, aux folioles sessiles et aux fruits tomenteux et verruqueux.
- Aesculus parry

#### Hybrides et chimère
- Aesculus × arnoldianna
- Aesculus × bushii

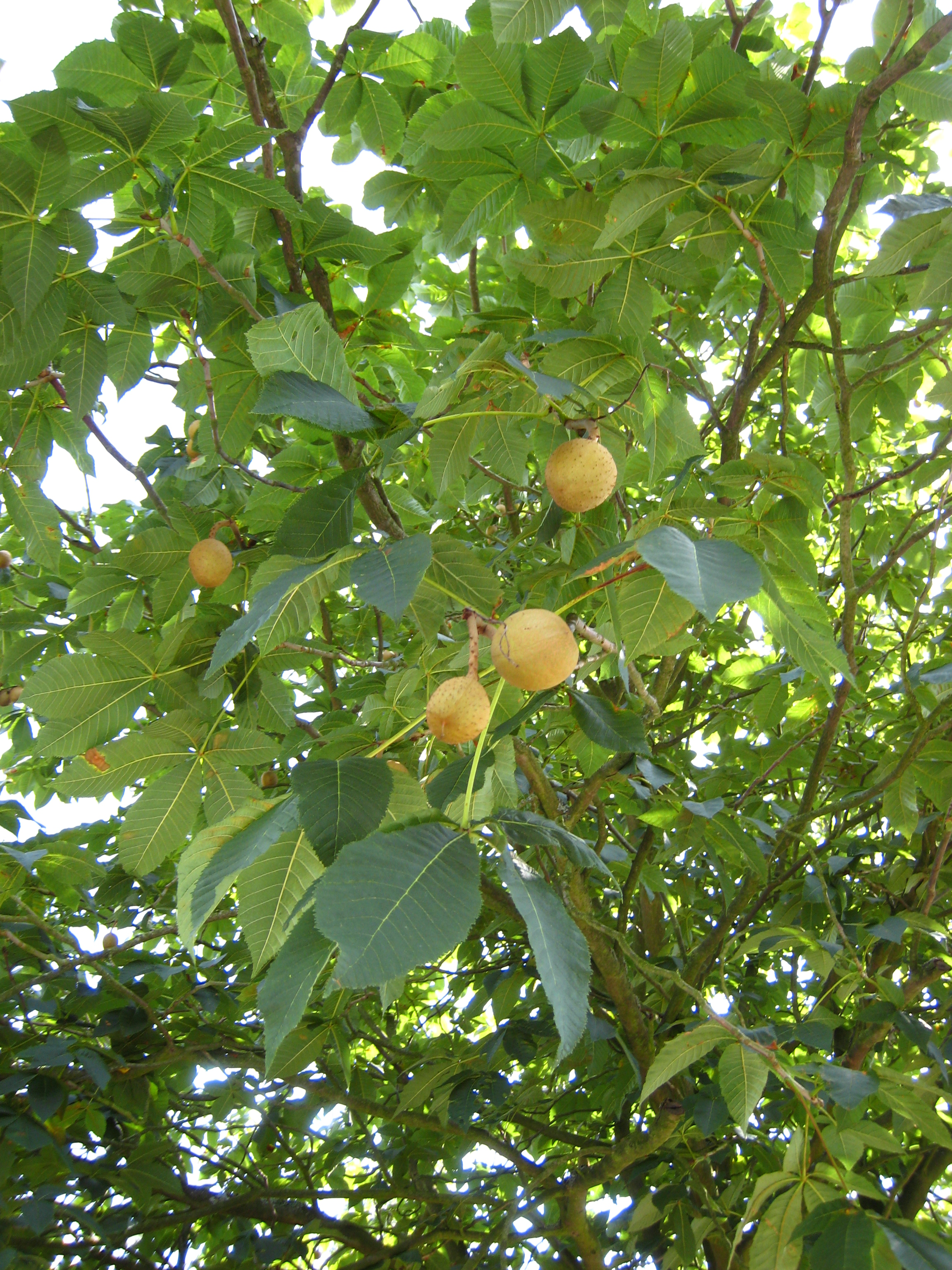
Aesculus × carnea dans l'arboretum de Chèvreloup

- Aesculus × carnea Hayne =A. hippocastanatum × A. pavia — le Marronnier à fleurs rouges.
- Aesculus + dallimorei une chimère entre A. hippocastanum et A. flava
- Aesculus × glaucesens
- Aesculus × hemiacantha
- Aesculus × marilandica ou Marronnier du Maryland
- Aesculus × mississipiensis ou Marronnier du Mississippi
- Aesculus × mutabilis
- Aesculus × plantierensis André
- Aesculus rubra Pers.
- Aesculus × woerlitzensis

## Utilisation

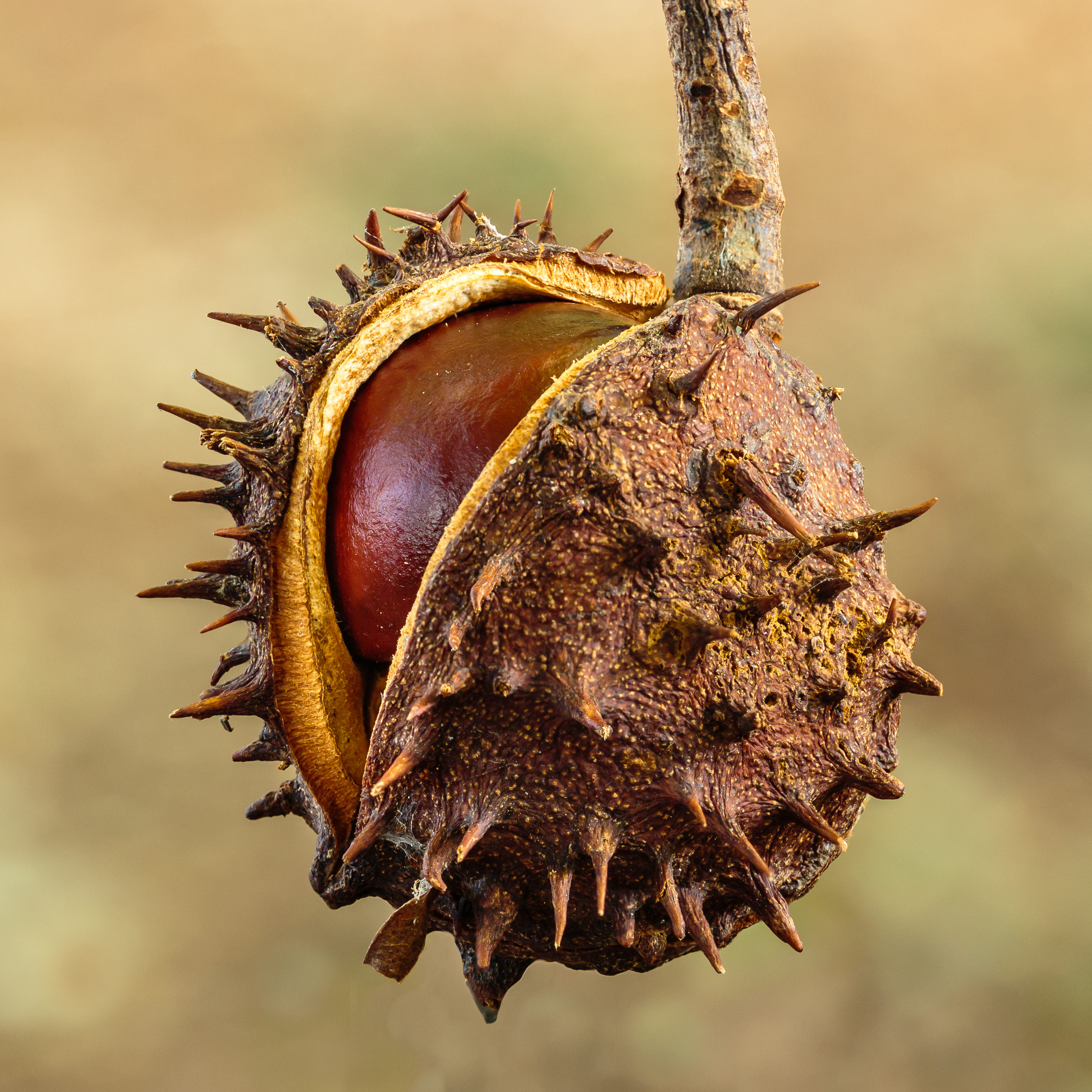
Un marron de Aesculus dans sa coque. Septembre 2020.

Un autre marron d'aesculus dans sa coque. Octobre 2021.

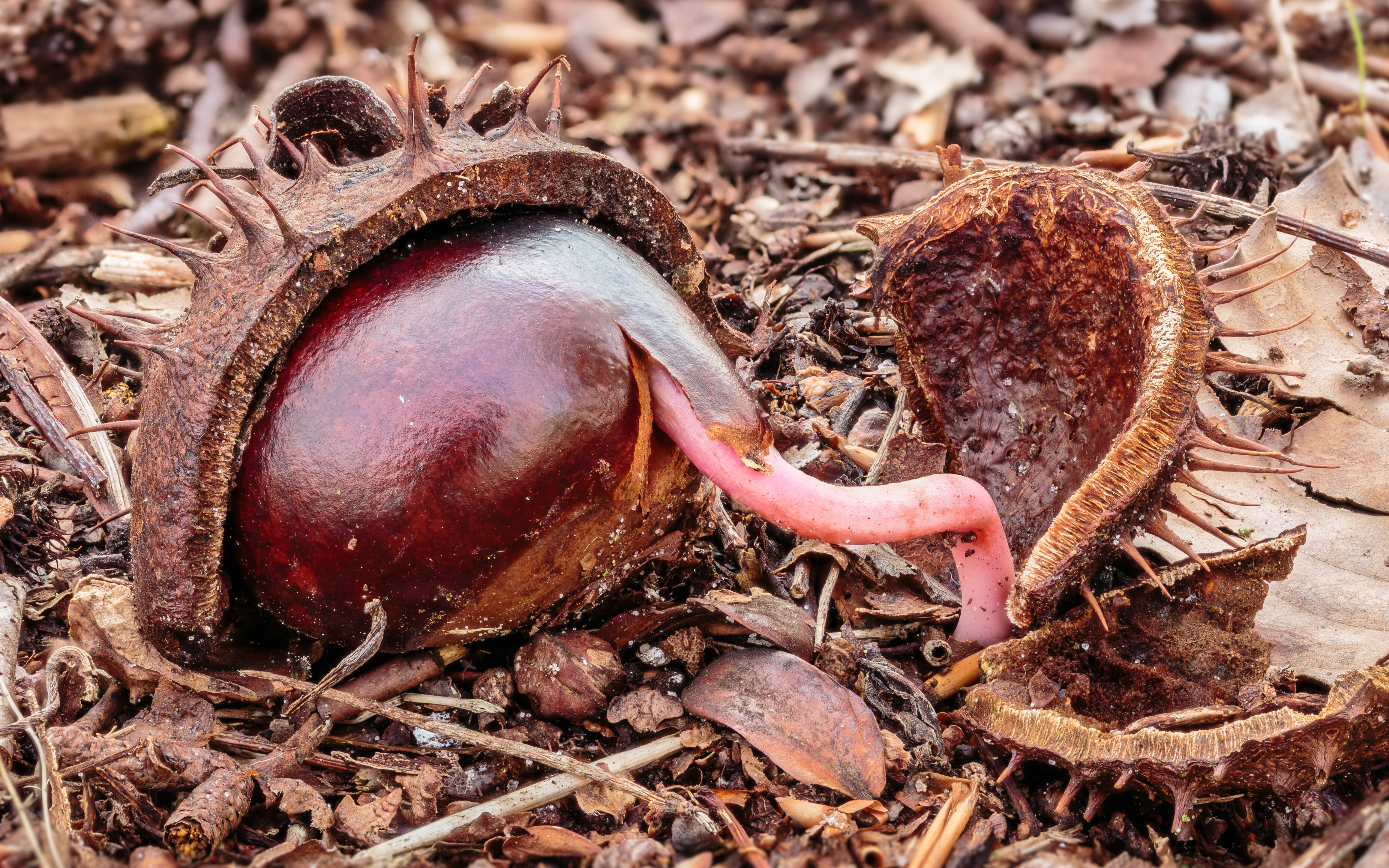
Fruit d'un Marronnier d'Inde encore en demi-cocon dont la pousse fragile a déjà atteint la terre mère.

### Arbres ornementaux
Vu le nombre d'espèces, de variétés et de cultivars, les usages ornementaux ou en architecture paysagère sont importants : on peut les utiliser comme plantes écrans, comme rideau de verdure, comme plante d'alignement, en association avec d'autres plantes, en isolés.

### Alimentation humaine
Malgré leur richesse en tanins et en saponines toxiques, les fruits de certaines espèces d’Aesculus ont été consommés pour l'alimentation humaine après une préparation spécifique des graines (parviflora et aesculus indica),.

## Phytopathologie
Le marronnier est en général une essence résistante aux maladies et aux parasites mais il arrive parfois qu'il soit attaqué. Ces attaques ont généralement lieu en pépinière car il y a une plus grande concentration de plantes.

### Maladie bactérienne
Chancre bactérien du marronnier, dû à des pathovars du Pseudomonas syringae.

### Maladies cryptogamiques
Quelques maladies cryptogamiques :
- Guignardia aesculi ou black-rot du marronnier :

Très commun en pépinières, il s'attaque principalement à Aesculus hippocastanum et à Aesculus × carnea. Le champignon se développe en avril-mai lorsque les précipitations ont été importantes : de petites taches jaune clair aux contours irréguliers apparaissent sur les feuilles. Par la suite, les taches s'étendent, prennent une couleur brun rougeâtre et les feuilles s'enroulent en cornet et tombent prématurément. Il peut compromettre le développement des jeunes plants.
- Nectria cinnabarina ou nécrose du bois du marronnier:

Parasite des blessures, il est très commun et il s'attaque à de nombreux arbustes et un de ses noms vernaculaires (la nécrose du bois du marronnier d'Inde) pourrait induire en erreur: il ne s'attaque pas spécifiquement aux marronniers. Sa forme conidienne (Tubercularia vulgaris) est facilement reconnaissable: des coussinets fermes rouge vif de 1 à 2 mm de long regroupés sur une ancienne blessure. Il peut affaiblir les arbres âgés ou en conditions difficiles. Pour éviter de le rencontrer il faut traiter aux fongicides les plaies d'élagage et les blessures en général. On veillera à brûler les branches mortes car elles peuvent héberger le champignon.
- Verticilliose due à Armillaria mellea

Ce champignon provoque un flétrissement général de la plante dû à une pourriture des racines, il est très facilement reconnaissable grâce à ses rhyzomorphes brun foncé et très épais. Aucun traitement chimique n'est connu à ce jour. On peut lutter en supprimant toutes les plantes contaminées pour empêcher sa propagation, en drainant le sol et en utilisant un champignon antagoniste : le Trichoderma viride.
- Phytophtora cactorum (synonyme Phytophtora omnivora)

Lorsque l'humidité est excessive, ce champignon se développe et attaque les jeunes plantules. On observe alors l'apparition de taches décolorées puis brunes, se couvrant d'un duvet blanchâtre. Pour finir, il entraîne une dessiccation ou une pourriture des organes atteints.
Pour lutter contre ce champignon, il faut idéalement supprimer les sujets atteints, contrôler l'humidité ambiante et faire un traitement cuprique dès les premières manifestations de la maladie.
- Glomerella cingulata ou chancre noir

Ce champignon, se développe principalement en pépinières : on observe sur les feuilles des jeunes plants des taches brunes irrègulières. Ces taches s'allongent très rapidement, finissant par dessécher le limbe. Sur les jeunes rameux, se forment des lésions noirâtres pouvant conduire à la formation de chancres profonds sur lesquels les conidies apparaissent.
On peut lutter chimiquement contre ce champignon avec du captane, du mancozèbe ou encore du zinèbe (avant d'utiliser ces produits, vérifiez qu'ils soient légaux et que leur emploi ne soit pas limité dans votre pays).
- Phyllactina corylea ou un Oïdium

Ce champignon laisse un fin duvet blanchâtre sur la face inférieure des feuilles : il s'attaque principalement aux paviers. On lutte contre ce champignon principalement à l'aide de soufre micronisé.
- Uncinula flexuosa ou oïdium du marronnier

Ce champignon laisse un fin duvet blanchâtre sur la face inférieure des feuilles : il s'attaque principalement au marronnier commun. On lutte contre ce champignon principalement à l'aide de soufre micronisé.
- Phyllosticta paviae: Maladie des taches foliaires du marronnier.

### Virus
Virus signalé :
- strawberry latent ring spot virus ou S.L.R.S.V.

Ce virus s'attaque à Aesculus × carnea, les feuilles présentent alors un motif rayé. La transmission s'effectue par un nématode le Xyphinema diversicaudatum, par inoculation mécanique, lors du greffage ou encore par les graines (si l'arbre est infecté). Les seuls moyens de lutte sont la désinfection du sol et la suppression des adventices.

### Insectes
Quelques insectes s'attaquant aux espèces de ce genre :
- Cossus cossus : la chenille rougeâtre, de 5 à 10 cm de long, de ce lépidoptère s'attaque aux troncs ou aux branches des arbres qu'elle creuse. Les orifices laissent suinter des déjections mélangées à de la sciure.
- Zeuzera pyrina, une zeuzère
- Acronicta aceris ou noctuelle des érables
- Cameraria ohridella ou mineuse du marronnier
- Alebra wahlbergi, une cicadelle
- Eupulvenaria regalis ou pulvinaire du marronnier d'Inde
- Eulecanium tiliae ou cochenille à carapace du noisetier
- Barypheites araneiformis ou charançon du collet du trèfles

### Acarien
Acarien signalé :
Tegonotus carinatus ou phytope du marronnier